# Sam Bush
Sam Bush, (Bowling Green, 1952. április 13. –) háromszoros Grammy-díjas (és 17 jelölés) amerikai bluegrass mandolinos.

## Pályafutása
A Kentucky állambeli Bowling Greenben született Bush már korán megismerkedett a country és a bluegrass zenével édesapja lemezgyűjteményén, majd később a Flatt & Scruggs televíziós műsoron keresztül. Tizenegy évesen vette meg első mandolinját. 1965-ben részt vett az első Roanoke-i Bluegrass Fesztiválon. Tizenévesként Bush háromszor is első helyezést ért el a Weiserben (Idaho) megrendezett National Oldtime Fiddler's Contest junior kategóriájában.
1969-ben csatlakozott Wayne Stewart gitáros-énekeshez, (aki Sam tinédzserkori mentora és zenetanára volt), valamint Alan Munde bendzsóshoz.
A New Grass Revivalban számos személycsere után Bush az egyetlen eredeti tag maradt. A basszusgitáros és énekes John Cowan 1974-ben lépett be, Béla Fleck bendzsós és Pat Flynn akusztikus gitáros pedig 1981-ben csatlakozott hozzájuk.
1980-tól kezdődően Bush és Cowan időszakosan jammeltek a nashville-i Duckbutter Blues Banddel. Bush négy évvel később vette fel debütáló szólóalbumát (Late as Usual). 1989-ben Bush és Fleck csatlakozott Mark O'Connorhoz egy all-star bluegrass zenekarban a coloradói Telluride Bluegrass Fesztiválon. 1989-ben Bush csatlakozott Emmylou Harris Nash Ramblers nevű zenekarához. A következő öt évben Harrisszel turnéztak és lemezeket készítettek.
1995-ben Bush és Lyle Lovett a Béla Fleck and The Flecktones nevű zenekarának kísérőjeként dolgozott. Megalapította saját zenekarát Cowannal. Következő albumát, a „Howlin' at the Moon”-t 1998-ban adta ki különleges vendégekkel, köztük Harris-szel, Fleck-kel és J. D. Crowe-val.
2000-ben kiadta az Ice Caps: Peaks of Telluride című élő lemezt, 2006-ban a „Laps in Seven” című albumot. Ez a kiadás a bendzsó visszatérését jelentette Bush felvételeire. Röviddel ezután munkát vállalt a The Chicksnél. 2007-ben kiadta első élő koncert DVD-jét. 2007-ben először választották ki az International Bluegrass Music Association díjátadójának házigazdájává.
Két bluegrass tribute albumon működött közre a brit progresszív rockzenekar, a Moody Blues lemezekein. Vokálozott Ray Thomas „Nice To Be Here” című dalához.
Bush Nashville-ben, Tennessee államban él.

## Albumok
- 1977: Together Again For The First Time
- 1985: Late as Usual
- 1996: Glamour & Grits
- 1998: Howlin' at the Moon
- 2003: Hold On, We're Strummin'
- 2004: King of My World
- 2006: Laps in Seven
- 2009: Circles Around Me
- 2016: Storyman
- 2022: Radio John

### New Grass Revival
- 1972: New Grass Revival
- 1975: Fly Through the Country
- 1977: When the Storm Is Over
- 1977: Too Late to Turn Back Now
- 1979: Barren County
- 1981: Leon Russell & New Grass Revival
- 1981: Commonwealth
- 1984: On the Boulevard
- 1984: Live in Toulouse
- 1986: New Grass Revival
- 1988: Hold to a Dream
- 1989: Friday Night in America
- 1992: When the Storm Is Over/Fly Through the Country

## Díjak
- 2009: Életműdíj (Americana Lifetime Achievement Award for Instrumentalist)
- 2006: Kentucky Music Hall of Fame
- 1990, 1991, 1992, 2007 (IBMA): „Az Év Mandolinosa”
- 2010: Kentucky államban törvényt fogadtak el arról, hogy Sam Bush a „Newgrass atyja”.
- 2020, 2023: Busht kétszer is beiktatták az International Bluegrass Music Hall of Fame(wd)-be a New Grass Revival tagjaként. Ő a hatodik olyan előadó, akit kétszer is beiktattak oda.

## Fordítás
- Ez a szócikk részben vagy egészben  a   Sam Bush című angol Wikipédia-szócikk ezen változatának fordításán alapul.  Az eredeti cikk szerkesztőit annak laptörténete sorolja fel. Ez a jelzés csupán a megfogalmazás eredetét és a szerzői jogokat jelzi, nem szolgál a cikkben szereplő információk forrásmegjelöléseként.